# Bermel Escarpment
Das Bermel Escarpment ist eine etwa 25 Kilometer lange Geländestufe aus Fels und Schnee, die sich in den Thiel Mountains von der Basis des Ford-Massivs bis zum King Peak erstreckt. Sie fällt vom Polarplateau etwa 300 bis 400 Meter auf die Eisfläche nördlich dieser Berge ab. 
Das Advisory Committee on Antarctic Names benannte sie 1962 nach Peter Frank Bermel (1927–2017), Kartograf des United States Geological Survey, der von 1960 bis 1961 gemeinsam mit Arthur B. Ford eine Expedition des Survey in die Thiel Mountains leitete und zwischen 1962 und 1963 geodätische Untersuchungen im Gebiet vom Kap Hallett bis zu den Wilson Hills sowie vom Beardmore-Gletscher bis zu den Horlick Mountains unternahm.